# Liste des monuments historiques de Heusden-Zolder
Cette page regroupe l'ensemble des monuments classés de la commune belge de Heusden-Zolder.
| Objet                                                                         | Statut du classement? | Année de construction/architecte | Section communale | Adresse                  | Coordonnées                      | Numéro d'inventaire | Illustration                                                                  |
| ----------------------------------------------------------------------------- | --------------------- | -------------------------------- | ----------------- | ------------------------ | -------------------------------- | ------------------- | ----------------------------------------------------------------------------- |
| (nl) Sint-Janskapel                                                           |                       |                                  | Heusden           | Sint-Jansstraat          | 51° 01′ 57″ nord, 5° 16′ 25″ est | 22490               | (nl) Sint-Janskapel                                                           |
| (nl) Kasteel Meylandt thans kunstacademie                                     |                       |                                  | Heusden           | Graaf de Theuxlaan 61    | 51° 01′ 13″ nord, 5° 16′ 54″ est | 22491               | (nl) Kasteel Meylandt thans kunstacademie                                     |
| (nl) Meylandtmolen, watermolen 1742                                           | Ja                    |                                  | Heusden           | Graaf de Theuxlaan 55    | 51° 01′ 16″ nord, 5° 16′ 40″ est | 22492               | (nl) Meylandtmolen, watermolen 1742                                           |
| (nl) Sint-Annakapel                                                           |                       |                                  | Heusden           | Poorthoevestraat         | 51° 01′ 51″ nord, 5° 17′ 05″ est | 22494               | (nl) Sint-Annakapel                                                           |
| (nl) Parochiekerk Sint-Willibrordus, neoromaanse kruisbasiliek, van 1870-1875 | Ja                    |                                  | Heusden           | Sint-Willibrordusplein 2 | 51° 02′ 02″ nord, 5° 12′ 00″ est | 22496               | (nl) Parochiekerk Sint-Willibrordus, neoromaanse kruisbasiliek, van 1870-1875 |
| (nl) Tweegezinswoning 1924                                                    |                       |                                  | Heusden           | Bovenstraat 17           | 51° 01′ 33″ nord, 5° 14′ 46″ est | 22497               | (nl) Tweegezinswoning 1924                                                    |
| (nl) Parochiekerk Sint-Jacob, 1849, neoclassicistische zaalkerk               | Ja                    |                                  | Heusden           | Everselkiezel 93         | 51° 01′ 34″ nord, 5° 14′ 25″ est | 22498               | (nl) Parochiekerk Sint-Jacob, 1849, neoclassicistische zaalkerk               |
| (nl) Kasteel van Obbeek, herenhuis                                            | Oui                   |                                  | Heusden           | Obbeekstraat 48          | 51° 01′ 14″ nord, 5° 15′ 44″ est | 22501               | (nl) Kasteel van Obbeek, herenhuis                                            |
| (nl) Witherenpastorie, Woutershof                                             | Oui                   |                                  | Zolder            | Dekenstraat 28           | 51° 01′ 35″ nord, 5° 19′ 20″ est | 22504               | (nl) Witherenpastorie, Woutershof                                             |
| (nl) Domherenhuis ca. 1795                                                    | Ja                    |                                  | Zolder            | Dekenstraat 39           | 51° 01′ 30″ nord, 5° 19′ 28″ est | 22505               | (nl) Domherenhuis ca. 1795                                                    |
| (nl) Breedhuis, notarishuis, thans klooster                                   |                       |                                  | Zolder            | Dorpsstraat 77           | 51° 01′ 24″ nord, 5° 18′ 56″ est | 22507               | (nl) Breedhuis, notarishuis, thans klooster                                   |
| (nl) Kasteel van Vogelzang                                                    |                       |                                  | Zolder            | Kasteeldreef 1           | 51° 00′ 28″ nord, 5° 19′ 13″ est | 22508               | (nl) Kasteel van Vogelzang                                                    |
| (nl) Sint-Annakapel                                                           |                       |                                  | Zolder            | Sint-Annastraat 39       | 51° 01′ 04″ nord, 5° 17′ 10″ est | 22509               | (nl) Sint-Annakapel                                                           |
| (nl) Langgestrekte hoeve                                                      |                       |                                  | Zolder            | Stenenbrug 7             | 51° 01′ 32″ nord, 5° 20′ 05″ est | 22512               | (nl) Langgestrekte hoeve                                                      |
| (nl) Langgestrekt hoevetje ca. 1900                                           |                       |                                  | Zolder            | Stenenbrug 35            | 51° 01′ 23″ nord, 5° 20′ 07″ est | 22513               | (nl) Langgestrekt hoevetje ca. 1900                                           |
| (nl) Parochiekerk Sint-Vincentius                                             | Oui                   |                                  | Zolder            | Dorpsstraat 44           | 51° 01′ 24″ nord, 5° 18′ 50″ est | 22514               | (nl) Parochiekerk Sint-Vincentius                                             |
| (nl) Landarbeiderswoning 1931                                                 |                       |                                  | Zolder            | Verlorenkost 40          | 51° 01′ 07″ nord, 5° 19′ 52″ est | 22515               | Téléverser                                                                    |
| (nl) Hoeve De Witte Barier                                                    |                       |                                  | Zolder            | Witte Barier 10          | 51° 01′ 03″ nord, 5° 19′ 04″ est | 22516               | (nl) Hoeve De Witte Barier                                                    |
| (nl) Parochiekerk Heilig Hart                                                 |                       |                                  | Zolder            | Ubbelstraat 88           | 51° 00′ 42″ nord, 5° 16′ 59″ est | 22519               | (nl) Parochiekerk Heilig Hart                                                 |
| (nl) Kluis van Bolderberg                                                     | Oui                   |                                  | Zolder            | Kluisstraat 90           | 50° 59′ 46″ nord, 5° 17′ 03″ est | 22521               | (nl) Kluis van Bolderberg                                                     |
| (nl) Parochiekerk Sint-Job                                                    | Ja                    |                                  | Zolder            | Sint-Jobstraat 70        | 50° 59′ 18″ nord, 5° 16′ 29″ est | 22522               | (nl) Parochiekerk Sint-Job                                                    |
| (nl) Bolderbergse Winning later Goed van Bovy                                 |                       |                                  | Zolder            | Galgeneinde 22           | 50° 59′ 11″ nord, 5° 16′ 18″ est | 22523               | (nl) Bolderbergse Winning later Goed van Bovy                                 |
| (nl) Langgestrekte hoeve                                                      |                       |                                  | Zolder            | Zandstraat 122           | 50° 59′ 03″ nord, 5° 17′ 27″ est | 22527               | (nl) Langgestrekte hoeve                                                      |
| (nl) Parochiekerk Sint-Quirinus                                               | Ja                    |                                  | Zolder            | Kerkstraat 36            | 50° 59′ 46″ nord, 5° 14′ 58″ est | 22529               | (nl) Parochiekerk Sint-Quirinus                                               |
| (nl) Watermolen                                                               |                       |                                  | Zolder            | Molenveld 1              | 50° 59′ 57″ nord, 5° 16′ 12″ est | 22530               | (nl) Watermolen                                                               |
| (nl) Kasteel van Terlaemen                                                    | Ja                    |                                  | Zolder            | Terlaemenlaan 125        | 51° 00′ 02″ nord, 5° 16′ 18″ est | 22532               | (nl) Kasteel van Terlaemen                                                    |
| (nl) Jachtwachtershuis                                                        | Ja                    |                                  | Zolder            | Terlaemenlaan 120        | 51° 00′ 06″ nord, 5° 16′ 22″ est | 22533               | (nl) Jachtwachtershuis                                                        |
| (nl) Sacramentskapel                                                          |                       |                                  | Zolder            | Sacramentspad            | 50° 59′ 35″ nord, 5° 15′ 41″ est | 84277               | (nl) Sacramentskapel                                                          |
| (nl) Schachttorens en ontvangstgebouwen                                       | Ja                    |                                  | Zolder            | Koolmijnlaan             | 51° 02′ 25″ nord, 5° 19′ 42″ est | 200603              | (nl) Schachttorens en ontvangstgebouwen                                       |
| (nl) Ophaalmachinegebouw                                                      | Ja                    |                                  | Zolder            | Koolmijnlaan             | 51° 02′ 23″ nord, 5° 19′ 44″ est | 200604              | (nl) Ophaalmachinegebouw                                                      |
| (nl) Ketelhuis en betonnen schouw                                             | Ja                    |                                  | Zolder            | Koolmijnlaan             | 51° 02′ 21″ nord, 5° 19′ 44″ est | 200606              | (nl) Ketelhuis en betonnen schouw                                             |
| (nl) Electrische centrale                                                     | Ja                    |                                  | Zolder            | Koolmijnlaan             | 51° 02′ 19″ nord, 5° 19′ 42″ est | 200607              | (nl) Electrische centrale                                                     |
| (nl) Badzaal en kleedkamers, nu Centrum Duurzaam Bouwen                       |                       |                                  | Zolder            | Koolmijnlaan             | 51° 02′ 24″ nord, 5° 19′ 37″ est | 200610              | (nl) Badzaal en kleedkamers, nu Centrum Duurzaam Bouwen                       |
| (nl) Burelen                                                                  | Ja                    |                                  | Zolder            | Koolmijnlaan             | 51° 02′ 21″ nord, 5° 19′ 38″ est | 200611              | (nl) Burelen                                                                  |